# Galliano Masini
Galliano Masini   (Liorna, 7 de febrer de 1896 - Liorna, 15 de febrer de 1986) va ser un tenor italià.
Cap als divuit anys ingressà, inicialment com a baríton, a la societat coral de la ciutat Costanza e Concordia. Poc després, en esclatar la Gran Guerra, va marxar al servei militar. Tornat a Liorna, va continuar cantant al cor fins que, l'any 1920, la indisposició d'un tenor li va permetre ocupar un petit paper a Lodoletta. L'èxit va ser tal que Masini va decidir anar a estudiar a Milà sota la direcció del mestre Giovanni Laura. El debut oficial va tenir lloc el 24 de desembre de 1924 amb Tosca al Teatre Goldoni de Liorna.
Dos anys més tard, a finals de 1926, va cantar a FlorènciaL'amico Fritz, sota la direcció de Pietro Mascagni. Tot i que aquesta experiència no va ser la més feliç, també per desavinences amb el seu compositor compatriota, ràpidament li va valer l'estima de compositors i directors com Riccardo Zandonai, Gino Marinuzzi (pare), Umberto Giordano. L'associació amb Zandonai el va portar a actuar l'any 1929 al rol de Giuliano al Teatre Carlo Felice de Gènova i a Pisa amb Francesca da Rimini. Era l'inici de la seva gran temporada, i el novembre d'aquell any va actuar al Teatre Adriano de Roma amb Lucia di Lammermoor, La bohème, Madame Butterfly i La traviata.
Posteriorment va arribar a La Scala, l'Òpera de Roma i l'Arena de Verona, esdevenint una presència permanent durant molts anys. El 1928 va obtenir el seu primer contracte a l'estranger amb La bohème a Lisboa. També va ser present al Teatre Colón de Buenos Aires (debut a Cavalleria rusticana el 25 de maig de 1930), al Metropolitan Opera House (Lucia di Lammermoor, Tosca i Aïda la temporada 1938-39), a París i Chicago.
Galliano Masini amb Luisa Ferida a la pel·lícula Star of the Sea (1938)
A finals dels anys trenta el cinema també va notar el seu rostre aspre i penetrant, oferint-li una participació a Regina della Scala (1936), a la qual va seguir dos anys més tard un paper protagonista a Stella del mare, que també el va llançar com a intèrpret. de cançons.
Acabada la guerra va reduir els seus compromisos, però encara va romandre actiu durant molt de temps, tant que el 16 d'abril de 1955 va decidir debutar a Liorna amb Otello. Es va retirar definitivament dels escenaris l'any 1957, interpretant Tosca i Pagliacci, de nou a la seva ciutat.
Va morir a casa seva a Livorno una setmana després de celebrar el seu noranta aniversari.

## Repertori
| Rol                        | Obra                 | Compositor  |
| -------------------------- | -------------------- | ----------- |
| Pollione                   | Norma                | Bellini     |
| Don José                   | Carmen               | Bizet       |
| Hagenbach                  | La Wally             | Catalani    |
| Maurizio di Sassonia       | Adriana Lecouvreur   | Cilea       |
| Lord Edgardo di Ravenswood | Lucia di Lammermoor  | Donizetti   |
| Andrea Chénier             | Andrea Chénier       | Giordano    |
| Loris Ipanov               | Fedora               | Giordano    |
| Canio                      | Pagliacci            | Leoncavallo |
| Turiddu                    | Cavalleria rusticana | Mascagni    |
| Fritz Kobus                | L'amico Fritz        | Mascagni    |
| Flammen                    | Lodoletta            | Mascagni    |
| Il piccolo Marat           | Il piccolo Marat     | Mascagni    |
| Rodolfo                    | La bohème            | Puccini     |
| Mario Cavaradossi          | Tosca                | Puccini     |
| F.B. Pinkerton             | Madama Butterfly     | Puccini     |
| Calaf                      | Turandot             | Puccini     |
| Duca di Mantova            | Rigoletto            | Verdi       |
| Alfredo Germont            | La traviata          | Verdi       |
| Riccardo                   | Un ballo in maschera | Verdi       |
| Don Alvaro                 | La forza del destino | Verdi       |
| Radamès                    | Aïda                 | Verdi       |
| Otello                     | Otello               | Verdi       |
| Lohengrin                  | Lohengrin            | Wagner      |
| Paolo Malatesta            | Francesca da Rimini  | Zandonai    |
| Giuliano de' Medici        | Giuliano             | Zandonai    |

## Discografia
- La forza del destino, amb Maria Caniglia, Carlo Tagliabue, Tancredi Pasero, Ebe Stignani, dir. Gino Marinuzzi - Cetra 1941
- Un ballo in maschera, amb Maria Caniglia, Carlo Tagliabue, Cloe Elmo, dir. Gino Marinuzzi - dal vivo Roma 1941
- Film Pagliacci (film-només veu), amb Onelia Fineschi, Tito Gobbi, regia Mario Costa 1948
- La forza del destino (film-només veu), amb Caterina Mancini, Tito Gobbi, Giulio Neri, Cloe Elmo, dir. Gabriele Santini-regia Carmine Gallone 1949

## Filmografia
- Regina della Scala, direcció cinematogràfica de Guido Salvini i Camillo Mastrocinque (1936)
- Stella del mare, direcció de Corrado d'Errico (1938)